# كأس الدنمارك 2016
كأس الدنمارك 2016 هو الموسم 62 من كأس الدنمارك ‏. أقيم خلال الفترة 24 مارس 2016 وحتى 27 أغسطس 2016، وأشرف على تنظيمه اتحاد جزر فارو لكرة القدم، وكان عدد الأندية المشاركة فيه 18، وفاز فيه نادي كلاكسفيك.